# セスク・ファブレガス
セスク・ファブレガス（Cesc Fàbregas）ことフランセスク・ファブレガス・ソレール（Francesc Fàbregas Soler, 1987年5月4日 - ）は、スペイン・カタルーニャ州アレニズ・ダ・マール出身の元サッカー選手、現サッカー指導者。現在はコモ1907の監督を務めている。現役時代のポジションはミッドフィールダー、フォワード。愛称は「セスク (Cesc) 」。

## クラブ経歴

### バルセロナ
FCバルセロナのカンテラで育つ。ここでリオネル・メッシやジェラール・ピケらと共にプレーした。2003年のU-17世界選手権にU-17スペイン代表の一員として出場し準優勝を果たす。自身も5ゴールを挙げて得点王となると共に、大会最優秀選手に選出された。FCバルセロナでも才能は認められていたものの、トップチームにはシャビ・エルナンデスやイニエスタなどの同ポジションの選手がいたため、大会後間もなく才能に惚れ込んだアーセン・ヴェンゲル率いるアーセナルがスペイン、イングランドの労働法の隙間やFCバルセロナの会長選という期間を狙って移籍金なしで獲得した。その後、裁判所からFCバルセロナへの85万7000ユーロの支払い命令が下った。

### アーセナル

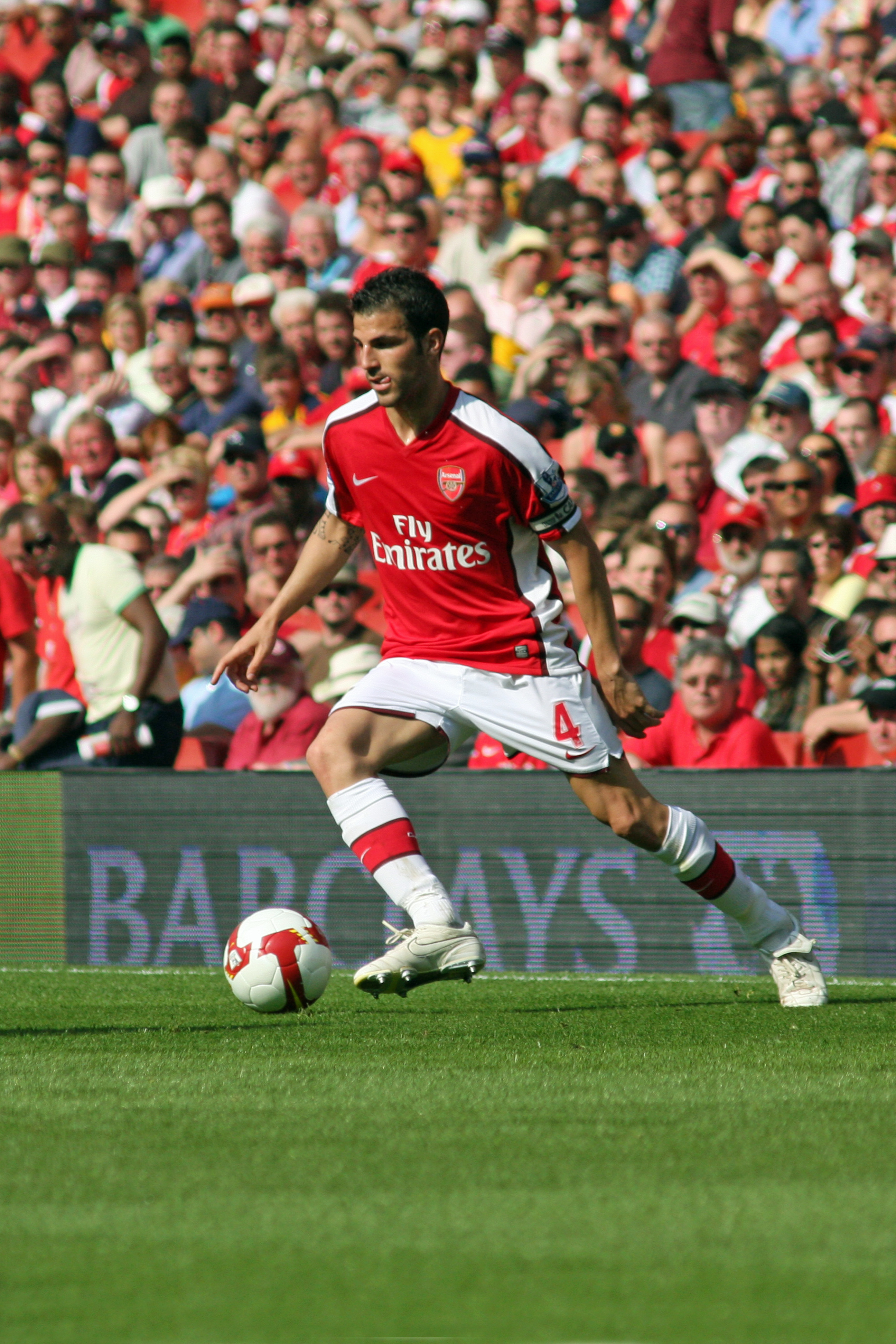
アーセナルでキャプテンとしてプレーするセスク

パトリック・ヴィエラの放出に伴いチームの舵取りを委ねられた2005-06シーズンには、シーズン当初は経験不足を感じさせるプレーも多かったものの、シーズンが深まるにつれて調子を上げ、それにつれチームも波に乗っていった。UEFAチャンピオンズリーグのユヴェントス戦ではゲームを支配し、自ら先制点を奪う活躍を見せてチームの勝利を演出。前任者ヴィエラの眼前でその穴を埋めたことを示してみせた。
2006-2007シーズンより、ヴィエラが背負っていた背番号4番を受け継ぐことになった。シーズンオフより移籍の噂が絶えなかったが、新たにアーセナルと8年契約を結んだ。また2007年1月に発表された「2006年UEFA.comユーザーが選ぶベストイレブン」に、唯一10代で選ばれた。また、同シーズンはプレミアリーグでアシストランキング1位となった。
2008年11月29日のFCディナモ・キーウ戦からはウィリアム・ギャラスに代わってキャプテンを任されている。アーセナルではトニー・アダムスに次ぐクラブ史上2番目の若さとなるキャプテン就任となった。

### バルセロナ

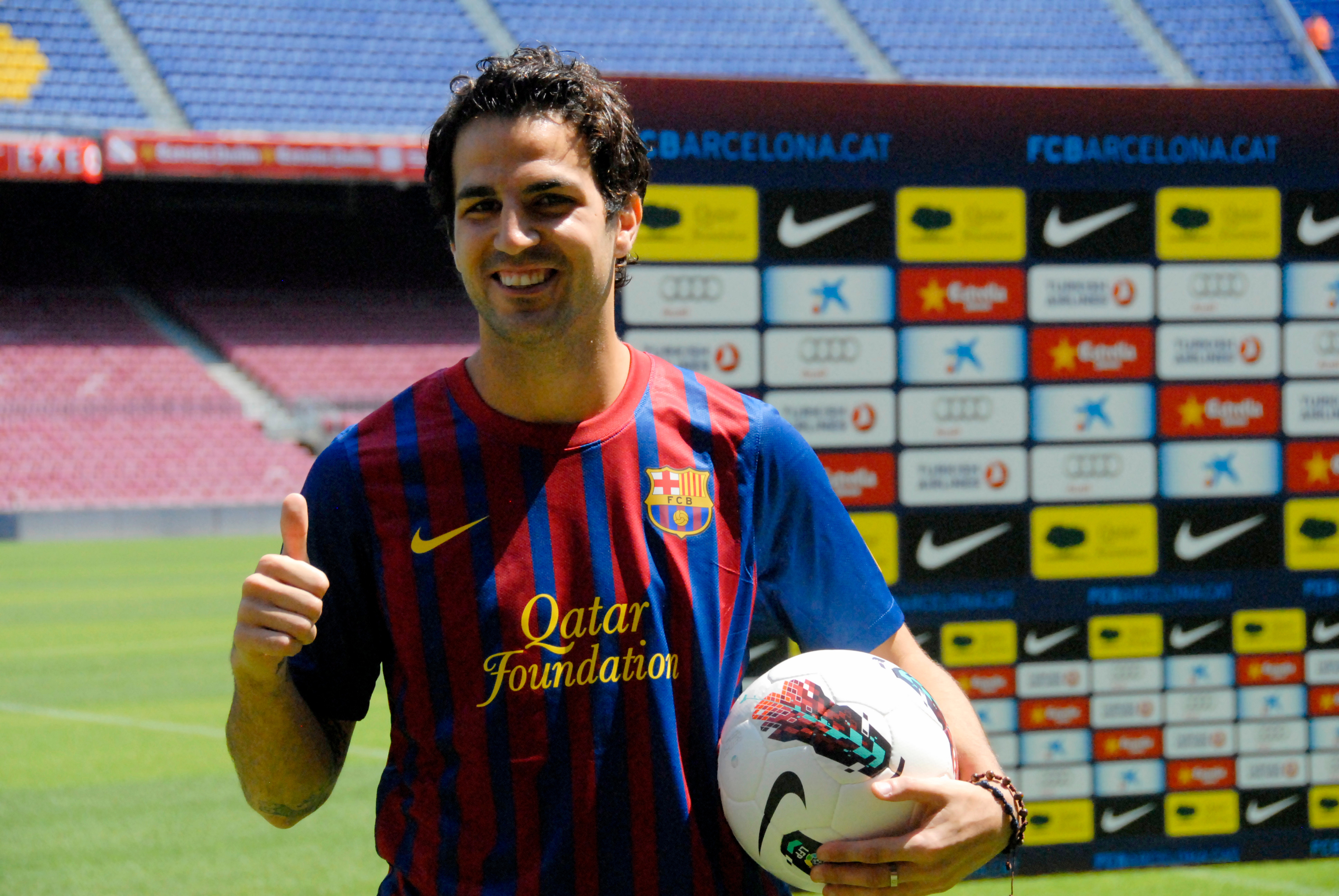
バルセロナの入団セレモニーでのセスク

2011年8月15日、ユース時代に所属していたFCバルセロナへ5年契約で移籍。移籍金は最大3900万ユーロ（約43億円）といわれる。背番号はアーセナル時代から愛着のある4番。開幕から、本来のポジションとは違うセンターフォワードを任されながらも、3試合連続ゴール。しかし、10月初めの練習中に負傷。3週間の離脱を余儀なくされた。しかし、復帰後も離脱前と変わらない活躍を見せる。12月10日のレアル・マドリードとのクラシコでは、素早いカウンターからダニエウ・アウヴェスのピンポイントクロスをダイビングヘッドで押し込み、試合を決定づける3点目を決めた。12月18日に日本で開催されたFIFAクラブワールドカップ決勝でも混戦の中からこぼれ球を押しこみ3点目をマークしている。この時、カメラに向かって指を7本立てるパフォーマンスを披露し、準決勝のアル・サッド戦で左足脛骨を骨折し戦線離脱したチームメイトのダビド・ビジャ（背番号7）にゴールを捧げた。

### チェルシー

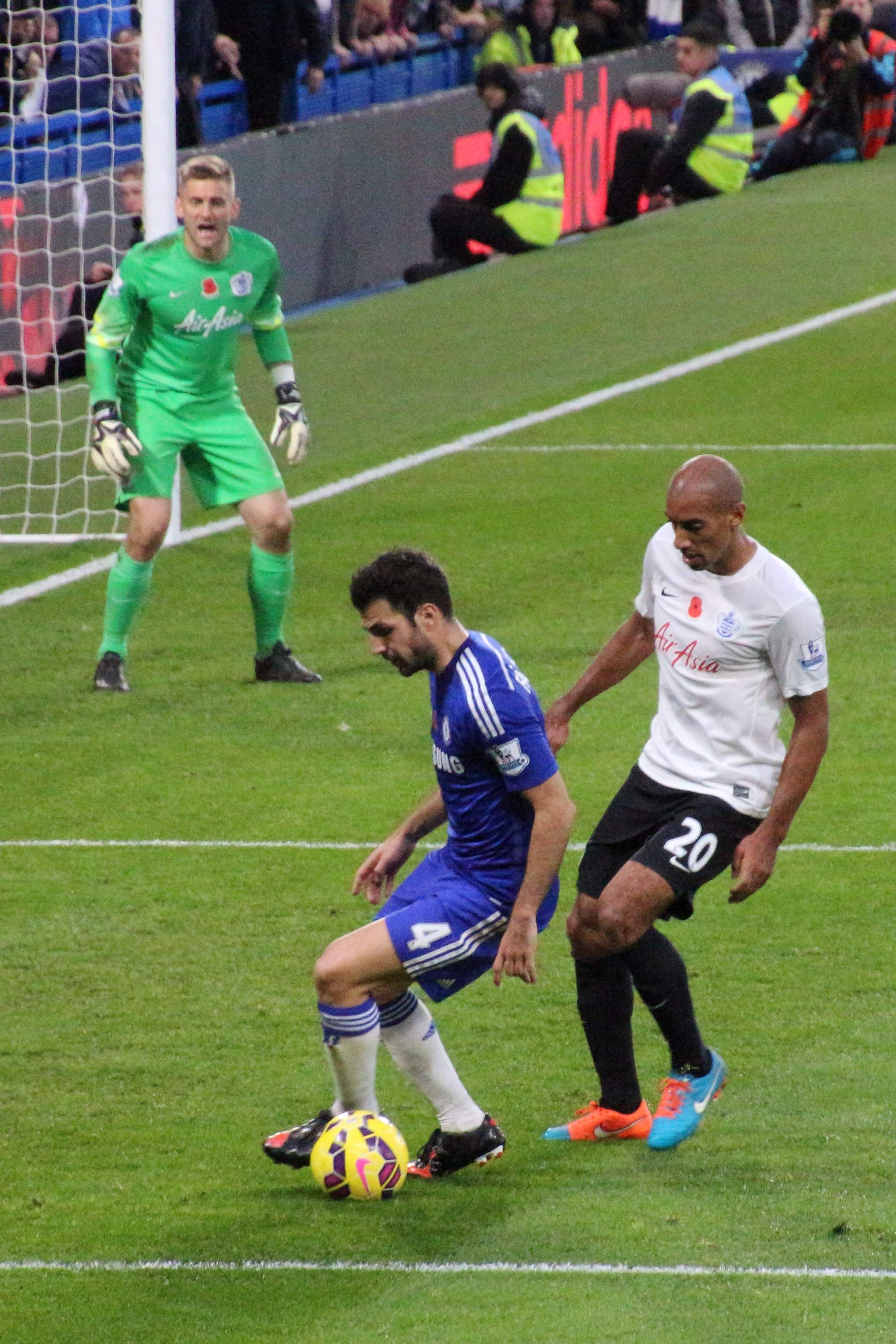
2014年、QPR戦でのセスク（右側はカール・ヘンリー)

2014年6月13日に古巣アーセナルのライバルであるチェルシーFCへの移籍が発表された。背番号はアーセナル、バルセロナ時代に続き4番となった。開幕戦からボランチとしてレギュラーに定着すると、ともにリーグ最多の18アシスト、2,236本のパス成功を記録。移籍初年度からプレミアリーグの優勝を飾った。
2016年12月31日のストーク戦にてプレミアリーグでの100アシストを達成した。
これにより、セスクはライアン・ギグスの367試合よりも約70試合少ない293試合で100アシストを達成した選手となり、2018年にこの記録はギネス世界記録に認定された。なお、セスクは2017年にリヴァプールやトッテナムで活躍したジェイミー・レドナップ氏とともに「2人組で30秒間ボレーパス」に挑戦してギネス世界記録（15回）を獲得している。
2017年2月4日には古巣のアーセナル相手に得点した一方、セレブレーションは控えた。25日のスウォンジー戦でプレミアリーグ300試合出場を達成、またこの時点で、プレミアリーグでのアシスト数102回で歴代リーグ2位タイに並んだ(もう一人はフランク・ランパード)。

### モナコ
2019年1月11日、元同僚のティエリ・アンリ監督率いるASモナコに2022年6月までの3年半契約で移籍。2月2日のトゥールーズFC戦にて移籍後リーグ戦初ゴールを決めた。

### コモ
2022年8月1日、セリエBのコモ1907に移籍した。2023年7月1日、サッカー選手として現役を引退することを発表。同時に、引退後はコモのBチームとU-19チームの監督に就任することも発表された。2023年11月13日監督を務めていたモレノ・ロンゴ氏が解任されたため暫定監督に就任した。
2024年7月19日、コモの監督に就任すると発表された。前シーズンまではライセンスを保持していなかったため、オシアン・ロバーツ監督の元でアシスタントコーチを務めていたが、実質的な監督としてセリエA昇格を決めていた。

## 代表経歴
2006年3月1日にバリャドリードで行われたコートジボワール戦でスペイン代表デビュー。1アシストを記録した。代表デビュー以降、リオネル・メッシ（2005年のFIFAワールドユース選手権準々決勝で対戦）と同い年のティーンエイジャーという話題性も手伝って、「超新星」などと称してマスメディアに取り上げられ、2006年ワールドカップドイツ大会にも出場を果たした。また、EURO2008でのスペイン代表では10番を背負い、その中盤はシャビ・エルナンデス、アンドレス・イニエスタ、ダビド・シルバらと共に「クアトロ・フゴーネス（4人の創造者たち）」と称された。
EURO2008本大会グループステージ1戦目のロシア戦で、代表初ゴール。シャビやマルコス・セナの控えとして臨んだ大会であったが、スーパーサブとして活躍。準々決勝のイタリア戦のPK戦では5人目のキッカーを務め、「15歳の時からまともにPKを蹴ったことがない（本人談）」にも関わらず、イタリアのGKジャンルイジ・ブッフォンの動きを読み、落ち着いて沈め、スペインの勝利を決めた。準決勝のロシア戦では、セルヒオ・ラモスからのグラウンダーのパスを、柔らかいタッチでふわりと浮かせ、前方へ走り込むダニエル・グイサの胸にピタリと合わせ、ゴールを演出。さらに、左サイドに空いたスペースでイニエスタからのパスを受けると、相手守備陣が戻り切れていないゴール前に走り込むシルバへ低い弾道の正確なセンタリングを送り、これをシルバが落ち着いてゴール左隅に決めた。これら2アシストを含む4アシスト（大会最多）を記録するなど、スペインの優勝に貢献した。
2010年のワールドカップでもスーパーサブとして臨み、主に膠着状態を打破するために途中出場した。決勝戦のオランダ戦では80分から投入され、延長後半のイニエスタの決勝点をアシストするなど活躍した。
2014 FIFAワールドカップでは、グループリーグ第1戦のオランダ戦、第3戦のオーストラリア戦にそれぞれ途中出場したのみとなり、チームもグループリーグ敗退という結果に終わった。
2015年10月12日のUEFA EURO 2016予選、ウクライナ戦で代表通算100試合出場を達成した。

## エピソード
- マイケル・ジャクソンのファンである[16]。
- 利き足は右足だが、利き手は左手である。

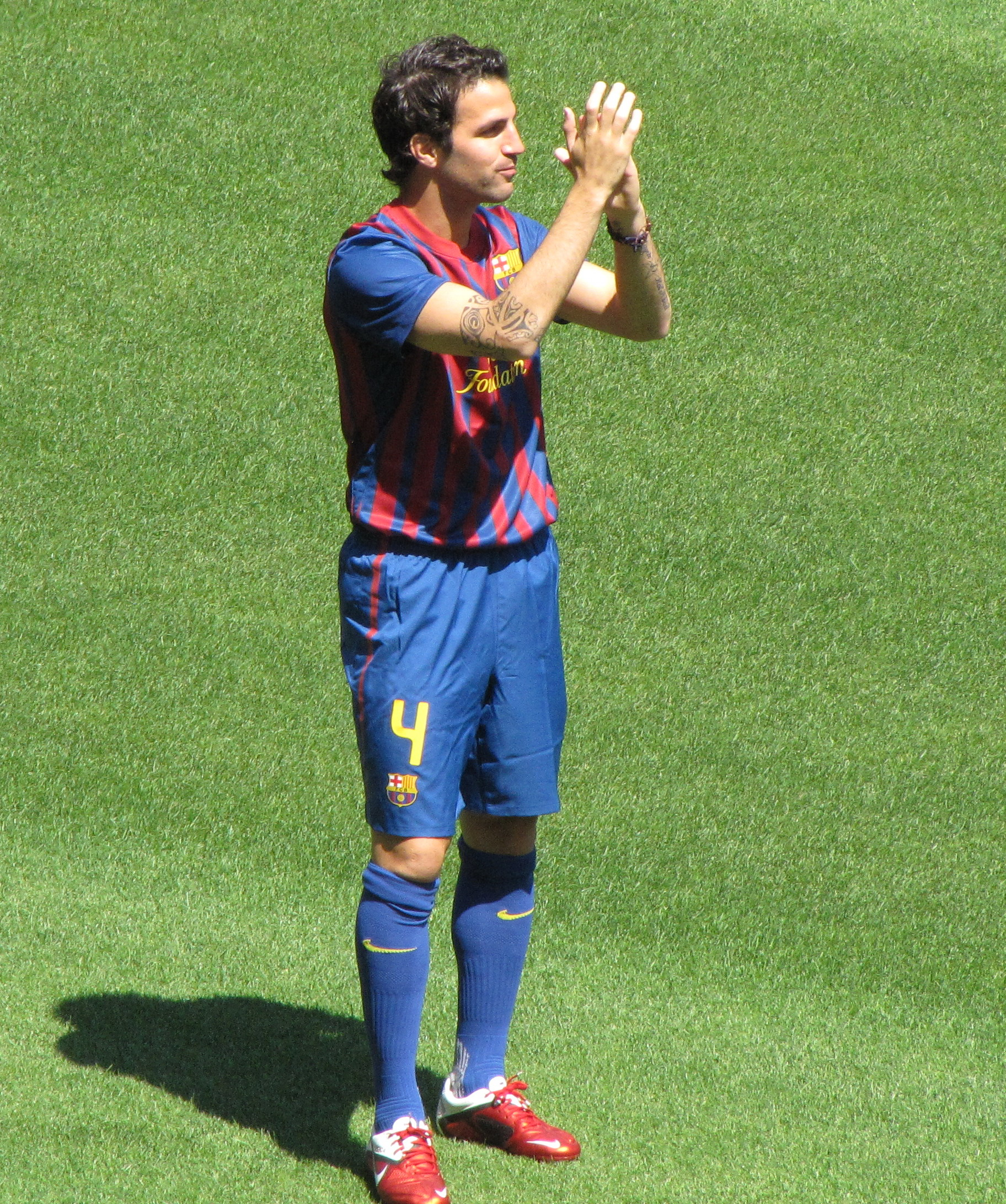
バルセロナ入団セレモニーでのセスク

- カルレス・プジョルやバルセロナのカンテラで同期だったジェラール・ピケとは仲がいい。また、シャビ・エルナンデスは彼を「未来型フットボーラーのプロトタイプ」と表現している。
- ユニホームに「セスク」ではなく「ファブレガス」とネームを入れた理由について、プレミアリーグでは姓を入れる規定があったことを挙げている。[要出典]また、スペイン代表では当初の「セスク」から「ファブレガス」に変更した後、チームはユーロ2008、2010 FIFAワールドカップを制覇している。このことから本人は「本当はセスクの名でユニホームを作りたかったけど、ファブレガスの方が運を運んでくれるのなら、この名前でより多くのタイトルを獲得したい」と語っている。
- 2013年4月10日に行われたUEFAチャンピオンズリーグ準々決勝のパリ・サンジェルマンFCとの試合中に、第一子となる女児が生まれた[17]。
- 2014年9月23日に実母が第三子となる女児を出産、セスクにとって27歳年下の妹が誕生した[18]。
- スペイン代表ではこれまで試合中に4回PKを蹴っているが、4回全てで失敗している[15]。4度のPK失敗は14回中5回失敗したダビド・ビジャに次ぎ、スペイン代表史上2番目の記録である。ただし先述のEURO 2008の準々決勝イタリア戦、EURO 2012の準決勝ポルトガル戦でのPK戦ではそれぞれ成功させている。
- 2017年5月、ESPNは世界で最も有名なアスリート100人を発表し、54位に選出された。サッカー選手としては21位[19]。
- 2020年11月、カタルーニャのラジオ番組のインタビューで、チェルシー時代の監督ジョゼ・モウリーニョを絶賛する一方で、バルセロナ時代の監督ジョゼップ・グアルディオラとは ｢上手くいっていなかった｣ ことを明かした[20]。

## 個人成績

### クラブでの成績
| クラブ         | シーズン       | 背番号         | リーグ戦       | リーグ戦 | リーグ戦 | カップ戦 | カップ戦 | リーグ杯 | リーグ杯 | UEFA | UEFA | その他 | その他 | 通算 | 通算 |
| クラブ         | シーズン       | 背番号         | ディビジョン   | 出場     | 得点     | 出場     | 得点     | 出場     | 得点     | 出場 | 得点 | 出場   | 得点   | 出場 | 得点 |
| -------------- | -------------- | -------------- | -------------- | -------- | -------- | -------- | -------- | -------- | -------- | ---- | ---- | ------ | ------ | ---- | ---- |
| アーセナル     | 2003-04        | 57             | プレミアリーグ | 0        | 0        | 3        | 1        | 0        | 0        | 0    | 0    | 0      | 0      | 3    | 1    |
| アーセナル     | 2004-05        | 15             | プレミアリーグ | 33       | 2        | 6        | 0        | 1        | 0        | 5    | 0    | 1      | 0      | 46   | 3    |
| アーセナル     | 2005-06        | 15             | プレミアリーグ | 35       | 3        | 0        | 0        | 1        | 0        | 13   | 1    | 1      | 1      | 50   | 5    |
| アーセナル     | 2006-07        | 4              | プレミアリーグ | 38       | 2        | 2        | 0        | 4        | 0        | 10   | 2    | -      | -      | 54   | 4    |
| アーセナル     | 2007-08        | 4              | プレミアリーグ | 32       | 7        | 1        | 0        | 2        | 0        | 10   | 6    | -      | -      | 45   | 13   |
| アーセナル     | 2008-09        | 4              | プレミアリーグ | 22       | 3        | 1        | 0        | 0        | 0        | 10   | 0    | -      | -      | 33   | 3    |
| アーセナル     | 2009-10        | 4              | プレミアリーグ | 27       | 15       | 1        | 0        | 0        | 0        | 8    | 4    | -      | -      | 36   | 19   |
| アーセナル     | 2010-11        | 4              | プレミアリーグ | 25       | 3        | 3        | 2        | 3        | 1        | 5    | 3    | -      | -      | 36   | 9    |
| アーセナル     | クラブ通算     | クラブ通算     | クラブ通算     | 212      | 35       | 14       | 2        | 14       | 2        | 61   | 17   | 2      | 1      | 303  | 57   |
| バルセロナ     | 2011-12        | 4              | プリメーラ     | 28       | 9        | 8        | 3        | -        | -        | 9    | 1    | 3      | 2      | 48   | 15   |
| バルセロナ     | 2012-13        | 4              | プリメーラ     | 32       | 11       | 7        | 2        | -        | -        | 8    | 1    | 1      | 0      | 48   | 14   |
| バルセロナ     | 2013-14        | 4              | プリメーラ     | 36       | 8        | 8        | 4        | -        | -        | 9    | 1    | 2      | 0      | 55   | 13   |
| バルセロナ     | クラブ通算     | クラブ通算     | クラブ通算     | 96       | 28       | 23       | 9        | -        | -        | 26   | 3    | 6      | 2      | 151  | 42   |
| チェルシー     | 2014-15        | 4              | プレミアリーグ | 34       | 3        | 1        | 0        | 4        | 0        | 8    | 2    | -      | -      | 47   | 5    |
| チェルシー     | 2015-16        | 4              | プレミアリーグ | 37       | 5        | 4        | 0        | 1        | 0        | 7    | 1    | 1      | 0      | 49   | 6    |
| チェルシー     | 2016-17        | 4              | プレミアリーグ | 29       | 5        | 6        | 0        | 2        | 2        | -    | -    | -      | -      | 37   | 7    |
| チェルシー     | 2017-18        | 4              | プレミアリーグ | 32       | 2        | 4        | 0        | 4        | 0        | 8    | 1    | 1      | 0      | 49   | 3    |
| チェルシー     | 2018-19        | 4              | プレミアリーグ | 6        | 0        | 1        | 0        | 3        | 1        | 5    | 0    | 1      | 0      | 16   | 1    |
| チェルシー     | クラブ通算     | クラブ通算     | クラブ通算     | 138      | 15       | 16       | 0        | 13       | 3        | 27   | 4    | 3      | 0      | 198  | 22   |
| モナコ         | 2018-19        | 44             | リーグ・アン   | 13       | 1        | 1        | 0        | 1        | 0        | -    | -    | -      | -      | 15   | 1    |
| モナコ         | 2019-20        | 4              | リーグ・アン   | 18       | 0        | 2        | 0        | 2        | 0        | -    | -    | -      | -      | 22   | 0    |
| モナコ         | 2020-21        | 4              | リーグ・アン   | 21       | 2        | 5        | 1        | -        | -        | -    | -    | -      | -      | 26   | 3    |
| モナコ         | 2021-22        | 4              | リーグ・アン   | 2        | 0        | 0        | 0        | -        | -        | 3    | 0    | -      | -      | 5    | 0    |
| モナコ         | クラブ通算     | クラブ通算     | クラブ通算     | 54       | 3        | 8        | 1        | 3        | 0        | 3    | 0    | -      | -      | 68   | 4    |
| コモ           | 2022-23        | 4              | セリエB        | 17       | 0        | 0        | 0        | -        | -        | -    | -    | -      | -      | 17   | 0    |
| コモ           | クラブ通算     | クラブ通算     | クラブ通算     | 17       | 0        | 0        | 0        | -        | -        | -    | -    | -      | -      | 17   | 0    |
| キャリア総通算 | キャリア総通算 | キャリア総通算 | キャリア総通算 | 517      | 81       | 61       | 12       | 30       | 5        | 118  | 24   | 11     | 3      | 738  | 125  |

1. 1 2 3 4 5  FAコミュニティ・シールド
2. ↑  UEFAスーパーカップ, スーペルコパ・デ・エスパーニャおよびFIFAクラブW杯
3. 1 2  スーペルコパ・デ・エスパーニャ

## 代表歴

### 出場大会
- U-17スペイン代表
  - 2004年 - UEFA U-17欧州選手権2004 (準優勝)
- スペイン代表
  - 2006年 - 2006 FIFAワールドカップ (ベスト16)
  - 2008年 - UEFA EURO 2008 (優勝)
  - 2009年 - FIFAコンフェデレーションズカップ2009 (3位)
  - 2010年 - 2010 FIFAワールドカップ (優勝)
  - 2012年 - UEFA EURO 2012 (優勝)
  - 2013年 - FIFAコンフェデレーションズカップ2013 (準優勝)
  - 2014年 - 2014 FIFAワールドカップ (グループリーグ敗退)
  - 2016年 - UEFA EURO 2016（ベスト16）

### 試合数
- 国際Aマッチ 110試合 15得点（2006年-2016年）[21]

| スペイン代表 | 国際Aマッチ | 国際Aマッチ |
| 年           | 出場        | 得点        |
| ------------ | ----------- | ----------- |
| 2006         | 14          | 0           |
| 2007         | 8           | 0           |
| 2008         | 15          | 1           |
| 2009         | 10          | 4           |
| 2010         | 11          | 1           |
| 2011         | 4           | 2           |
| 2012         | 13          | 3           |
| 2013         | 11          | 2           |
| 2014         | 8           | 0           |
| 2015         | 7           | 1           |
| 2016         | 9           | 1           |
| 通算         | 110         | 15          |

### 得点
| #   | 開催日         | 開催地                                               | 対戦国           | スコア | 結果 | 大会                    |
| --- | -------------- | ---------------------------------------------------- | ---------------- | ------ | ---- | ----------------------- |
| 1.  | 2008年6月10日  | インスブルック、ティヴォリ・シュターディオン         | ロシア           | 4–1    | 4–1  | UEFA EURO 2008          |
| 2.  | 2009年6月14日  | ルステンブルク、ロイヤル・バフォケン・スタジアム     | ニュージーランド | 4–0    | 5–0  | コンフェデ杯2009        |
| 3.  | 2009年9月9日   | メリダ、エスタディオ・ロマーノ                       | エストニア       | 1–0    | 3–0  | 南アフリカW杯・欧州予選 |
| 4.  | 2009年10月10日 | エレバン、ハンラペタカン・スタディウム               | アルメニア       | 1–0    | 2–1  | 南アフリカW杯・欧州予選 |
| 5.  | 2009年11月18日 | ウィーン、エルンスト・ハッペル・シュターディオン     | オーストリア     | 1–1    | 5–1  | 親善試合                |
| 6.  | 2010年6月8日   | ムルシア、エスタディオ・ヌエバ・コンドミーナ         | ポーランド       | 4–0    | 6–0  | 親善試合                |
| 7.  | 2011年9月2日   | ザンクト・ガレン、AFGアレナ                          | チリ             | 2–2    | 3–2  | 親善試合                |
| 8.  | 2011年9月2日   | ザンクト・ガレン、AFGアレナ                          | チリ             | 3–2    | 3–2  | 親善試合                |
| 9.  | 2012年6月10日  | グダニスク、PGEアリーナ・グダニスク                  | イタリア         | 1–1    | 1–1  | UEFA EURO 2012          |
| 10. | 2012年6月14日  | グダニスク、PGEアリーナ・グダニスク                  | アイルランド     | 4–0    | 4–0  | UEFA EURO 2012          |
| 11. | 2012年8月15日  | バヤモン、エスタディオ・フアン・ラモン・ローブリエル | プエルトリコ     | 2–0    | 2–1  | 親善試合                |
| 12. | 2013年2月6日   | ドーハ、ハリーファ国際スタジアム                     | ウルグアイ       | 1–0    | 3–1  | 親善試合                |
| 13. | 2013年6月8日   | マイアミ、サンライフ・スタジアム                     | ハイチ           | 2–0    | 2–1  | 親善試合                |
| 14. | 2015年6月11日  | レオン、エスタディオ・レイノ・デ・レオン             | コスタリカ       | 2–1    | 2–1  | 親善試合                |
| 15. | 2016年6月1日   | ザルツブルク、レッドブル・アレーナ                   | 韓国             | 2–0    | 6–1  | 親善試合                |

## タイトル

### クラブ
アーセナルFC
- FAカップ：1回 (2004-05)

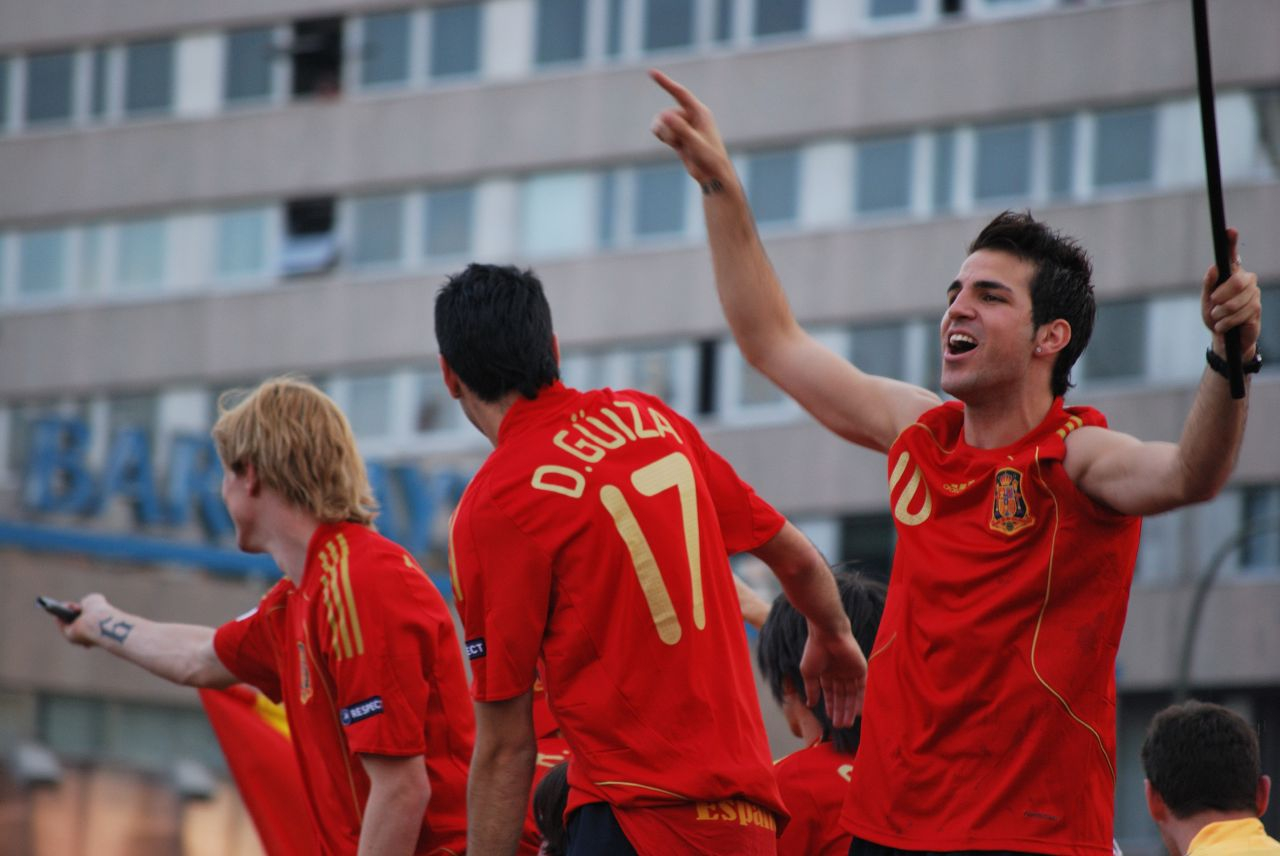
スペインでのEURO2008優勝パレードの様子。

- FAコミュニティ・シールド：1回 (2004)

FCバルセロナ
- リーガ・エスパニョーラ：1回 (2012-13)
- コパ・デル・レイ：1回 (2011-12)
- スーペルコパ・デ・エスパーニャ：2回 (2011, 2013)
- UEFAスーパーカップ：1回 (2011)
- FIFAクラブワールドカップ：1回 (2011)

チェルシーFC
- プレミアリーグ：2回 (2014-15, 2016-17)
- FAカップ：1回 (2017-18)
- フットボールリーグカップ：1回 (2014-15)

### 代表
スペイン代表
- FIFAワールドカップ：1回 (2010)
- UEFA欧州選手権：2回 (2008, 2012)

### 個人
- 2003年U-17世界選手権 - 得点王（5得点）・最優秀選手
- PFA年間最優秀若手選手賞 2007-2008
- UEFA EURO 2008 - 優秀選手